# Ophiarachnella paucigranula
Ophiarachnella paucigranula är en ormstjärneart som beskrevs av Hubert Lyman Clark 1938. Ophiarachnella paucigranula ingår i släktet Ophiarachnella och familjen Ophiodermatidae. Inga underarter finns listade i Catalogue of Life.